# Megastigmus darlingi
Megastigmus darlingi är en stekelart som först beskrevs av Girault 1940.  Megastigmus darlingi ingår i släktet Megastigmus och familjen gallglanssteklar. Inga underarter finns listade i Catalogue of Life.